# Ad Impression
Als Ad Impressions (oder Views) werden im Marketingjargon einzelne Aufrufe von Werbemitteln auf einem Adserver bezeichnet.
Die Zahl der Aufrufe der einzelnen Werbemittel wird in der Regel bei AdServern protokolliert. Einerseits wird – und vor allem wurde – die Abrechnung von Online-Werbung in vielen Fällen nach Tausend-Kontakt-Preis (TKP) berechnet. Andererseits ist die Zahl der Ad Impressions ein wichtiger Indikator, über den sich später in Verbindung mit weiteren Leistungswerten (Klicks, Leads, Sales und Orders) Konversionsverhältnisse ermitteln lassen, um die Effizienz der einzelnen Werbemittel und Medienkanäle beurteilen und gegebenenfalls optimieren zu können.